# Persone di nome Ron
| Questa pagina contiene informazioni ricavate automaticamente dalle voci biografiche con l'ausilio del template Bio e di un bot. L'aggiornamento è periodico e automatico e ricostruisce completamente la pagina. Se manca una persona in questa lista, sei pregato di non aggiungerla, ma accertati piuttosto che la sua voce biografica contenga il template Bio e che i dati anagrafici siano correttamente compilati. Se il template Bio manca, inseriscilo tu stesso o, in alternativa, metti l'avviso {{tmp\|Bio}} che ne segnala la mancanza. Se i dati riportati sono sbagliati, correggi direttamente la voce biografica; le modifiche saranno visibili in questa lista entro pochi giorni. Per chiarimenti vedi il progetto antroponimi. La lista contiene solo le 108 persone che sono citate nell'enciclopedia e per le quali è stato implementato correttamente il template Bio. Pagina aggiornata al 23 mag 2025. |

Questa è una lista di persone presenti nell'enciclopedia che hanno il nome Ron, suddivise per attività principale.

## Allenatori di calcio(2)
- Ron Jans, allenatore di calcio e ex calciatore olandese (Zwolle, n. 1958)
- Ron Smith, allenatore di calcio e ex calciatore inglese (Londra, n. 1949)

## Allenatori di hockey su ghiaccio(1)
- Ron Ivany, allenatore di hockey su ghiaccio canadese (Weston, n. 1949)

## Allenatori di pallacanestro(1)
- Ron Jacobs, allenatore di pallacanestro statunitense (Marion, n. 1942 - Makati, † 2015)

## Arbitri di pallacanestro(1)
- Ron Foxcroft, ex arbitro di pallacanestro e inventore canadese (Burlington, n. 1945)

## Arrampicatori(1)
- Ron Kauk, arrampicatore e alpinista statunitense (Redwood City, n. 1957)

## Artisti(2)
- Ron Athey, artista e performance artist statunitense (Groton, n. 1961)
- Ron English, artista statunitense (Dallas, n. 1959)

## Astronomi(1)
- Ron Dyvig, astronomo statunitense

## Attori(20)
- Ron Brooks, attore statunitense
- Ron Carey, attore statunitense (Newark, n. 1935 - Los Angeles, † 2007)
- Ron Crawford, attore statunitense (Tampa, n. 1945)
- Ron Dean, attore statunitense (Chicago, n. 1938)
- Ron Donachie, attore scozzese (Dundee, n. 1956)
- Ron Foster, attore statunitense (Wichita, n. 1930 - Placerville, † 2015)
- Ron Hayes, attore statunitense (San Francisco, n. 1929 - Malibù, † 2004)
- Ron Cephas Jones, attore statunitense (Paterson, n. 1957 - † 2023)
- Ron Kuhlman, attore, ballerino e cantante statunitense (Cleveland, n. 1948)
- Ron Lea, attore canadese (Montréal, n. 1952)
- Ron Lester, attore statunitense (Kennesaw, n. 1970 - Dallas, † 2016)
- Ron Moody, attore britannico (Londra, n. 1924 - Londra, † 2015)
- Ron Nummi, attore statunitense
- Ron O'Neal, attore statunitense (Utica, n. 1937 - Los Angeles, † 2004)
- Ron Perkins, attore statunitense (Saint Louis, n. 1961)
- Ron Raines, attore e cantante statunitense (Texas City, n. 1949)
- Ron Randell, attore australiano (Sydney, n. 1918 - Los Angeles, † 2005)
- Ron Rifkin, attore e regista statunitense (New York, n. 1939)
- Ron Taylor, attore, cantante e scrittore statunitense (Galveston, n. 1952 - Los Angeles, † 2002)
- Ron Vawter, attore statunitense (Latham, n. 1948 - † 1994)

## Autori di videogiochi(1)
- Ron Gilbert, autore di videogiochi statunitense (La Grande, n. 1964)

## Aviatori(1)
- Ron Arad, aviatore e militare israeliano (Magdiel, n. 1958)

## Bassisti(1)
- Ron McGovney, bassista statunitense (Los Angeles, n. 1962)

## Batteristi(4)
- Ron Bushy, batterista e designer statunitense (Washington, n. 1941 - Santa Monica, † 2021)
- Ron Riddle, batterista statunitense (New York, n. 1953)
- Ron Tutt, batterista statunitense (Dallas, n. 1938 - Franklin, † 2021)
- Ron Welty, batterista statunitense (Long Beach, n. 1971)

## Calciatori(15)
- Ron Broja, calciatore kosovaro (Mitrovicë, n. 1996)
- Ron Capewell, calciatore inglese (Sheffield, n. 1929 - Sheffield, † 2016)
- Ron Flowers, calciatore inglese (Edlington, n. 1934 - Acton Trussell, † 2021)
- Ron Foster, calciatore inglese (Londra, n. 1938 - † 2017)
- Ron Futcher, ex calciatore inglese (Chester, n. 1956)
- Ron Howells, calciatore gallese (Ponthenri, n. 1927 - Galles, † 2011)
- Ron Newman, calciatore e allenatore di calcio inglese (Fareham, n. 1936 - Tampa, † 2018)
- Ron Saunders, calciatore e allenatore di calcio inglese (Birkenhead, n. 1932 - Manchester, † 2019)
- Ron Schallenberg, calciatore tedesco (Paderborn, n. 1998)
- Ron Sijm, ex calciatore e ex giocatore di calcio a 5 olandese (n. 1975)
- Ron Simpson, calciatore inglese (Carlisle, n. 1934 - Carlisle, † 2010)
- Ron Springett, calciatore inglese (Fulham, n. 1935 - Kingston upon Thames, † 2015)
- Ron Stam, ex calciatore olandese (Breda, n. 1984)
- Ron Vlaar, ex calciatore olandese (Hensbroek, n. 1985)
- Ron Webster, ex calciatore inglese (Belper, n. 1943)

## Cantanti(3)
- Ron Keel, cantante statunitense (Savannah, n. 1961)
- Ron Reyes, cantante e batterista statunitense (Porto Rico, n. 1960)
- Ron Rinehart, cantante statunitense (Norwalk, n. 1965)

## Cestisti(6)
- Ron Abegglen, cestista e allenatore di pallacanestro statunitense (Vernal, n. 1937 - † 2018)
- Ron Grandison, ex cestista statunitense (Los Angeles, n. 1964)
- Ron King, ex cestista statunitense (Louisville, n. 1951)
- Ron Nelson, ex cestista statunitense (Artesia, n. 1946)
- Ron Riley, ex cestista e allenatore di pallacanestro statunitense (Las Vegas, n. 1973)
- Ron Spivey, ex cestista statunitense (Monroe, n. 1961)

## Chitarristi(3)
- Ron Asheton, chitarrista statunitense (Washington, n. 1948 - Ann Arbor, † 2009)
- Ron Emory, chitarrista statunitense (Lynwood, n. 1962)
- Ron Jarzombek, chitarrista statunitense (San Antonio, n. 1965)

## Comici(2)
- Ron Funches, comico, attore e doppiatore statunitense (Los Angeles, n. 1983)
- Ron Lynch, comico, attore e doppiatore statunitense (Bethpage, n. 1953)

## Compositori(2)
- Ron Fish, compositore statunitense
- Ron Goodwin, compositore e direttore d'orchestra britannico (Plymouth, n. 1925 - Newbury, † 2003)

## Designer(1)
- Ron Arad, designer e artista israeliano (Tel Aviv, n. 1951)

## Dirigenti sportivi(1)
- Ron Wolf, dirigente sportivo statunitense (n. 1938)

## Doppiatori(1)
- Ron Rubin, doppiatore canadese (Winnipeg, n. 1959)

## Fumettisti(2)
- Ron Frenz, fumettista statunitense (Pittsburgh, n. 1960)
- Ron Marz, fumettista statunitense (n. 1959)

## Giocatori di football americano(6)
- Ron Brooks, ex giocatore di football americano statunitense (Dallas, n. 1988)
- Ron Faurot, ex giocatore di football americano statunitense (Wichita, n. 1962)
- Ron Gardin, giocatore di football americano statunitense (New Haven, n. 1944 - Phoenix, † 2025)
- Ron Kramer, giocatore di football americano statunitense (Girard, n. 1935 - Fenton, † 2010)
- Ron Miller, giocatore di football americano statunitense (Lyons, n. 1939 - † 2012)
- Ron Parker, ex giocatore di football americano statunitense (n. 1987)

## Giornalisti(1)
- Ron Ben-Yishai, giornalista israeliano (Gerusalemme, n. 1943)

## Insegnanti(1)
- Ron Jones, insegnante statunitense (San Francisco, n. 1941)

## Karateka(1)
- Ron Marchini, karateka e attore statunitense (Stockton, n. 1945)

## Maratoneti(1)
- Ron Hill, maratoneta e mezzofondista britannico (Accrington, n. 1938 - Hyde, † 2021)

## Musicisti(2)
- Ron Geesin, musicista e compositore britannico (Stevenston, n. 1943)
- Ron Mael, musicista, cantautore e produttore discografico statunitense (Culver City, n. 1945)

## Nuotatori(2)
- Ron Kroon, nuotatore e fotografo olandese (Amsterdam, n. 1942 - Huizen, † 2001)
- Ron Polonsky, nuotatore israeliano (Haifa, n. 2001)

## Piloti automobilistici(1)
- Ron Fellows, ex pilota automobilistico canadese (Windsor, n. 1959)

## Pittori(1)
- Ron Hicks, pittore statunitense (Columbus, n. 1965)

## Politici(4)
- Ron Barber, politico statunitense (Wakefield, n. 1945)
- Ron Davies, politico gallese (Machen, n. 1946)
- Ron Huldai, politico e generale israeliano (Hulda, n. 1944)
- Ron Schmeits, politico statunitense

## Produttori discografici(1)
- Ron Nevison, produttore discografico statunitense (Chicago, n. 1946)

## Pugili(1)
- Ron Lyle, pugile statunitense (Dayton, n. 1941 - Denver, † 2011)

## Rapper(1)
- Necro, rapper, produttore discografico e attore statunitense (New York, n. 1976)

## Registi(3)
- Ron Fricke, regista e direttore della fotografia statunitense (n. 1953)
- Ron Shelton, regista, sceneggiatore e ex giocatore di baseball statunitense (Whittier, n. 1945)
- Ron Underwood, regista e sceneggiatore statunitense (Glendale, n. 1953)

## Rugbisti a 15(1)
- Ron Waldron, ex rugbista a 15 e allenatore di rugby a 15 gallese (Neath Abbey, n. 1933)

## Sciatori alpini(1)
- Ron Fuller, ex sciatore alpino statunitense (n. 1955)

## Scrittori(6)
- Ron Goulart, scrittore statunitense (Berkeley, n. 1933 - Ridgefield, † 2022)
- Ron Hansen, scrittore statunitense (Omaha, n. 1947)
- Ron Kubati, scrittore albanese (Tirana, n. 1971)
- Ron Leshem, scrittore e sceneggiatore israeliano (Tel Aviv, n. 1976)
- Ron Oliver, scrittore, regista e produttore televisivo canadese
- Ron Rash, scrittore e poeta statunitense (Chester, n. 1953)

## Taekwondoka(1)
- Ron Atias, taekwondoka israeliano (Be'er Ya'akov, n. 1995)

## Wrestler(1)
- Ron Simmons, ex wrestler e ex giocatore di football americano statunitense (Warner Robins, n. 1958)